# 1935年ウィンブルドン選手権
1935年 ウィンブルドン選手権（1935ねんウィンブルドンせんしゅけん、The Championships, Wimbledon 1935）に関する記事。イギリス・ロンドン郊外にある「オールイングランド・ローンテニス・アンド・クローケー・クラブ」にて開催。

## シード選手

### 男子シングルス
1. フレッド・ペリー　（優勝、大会2連覇）
2. ゴットフリート・フォン・クラム　（準優勝）
3. ジャック・クロフォード　（ベスト4）
4. ヘンリー・オースチン　（ベスト8）
5. ウィルマー・アリソン　（1回戦）
6. シドニー・ウッド　（ベスト8）
7. ロデリク・メンツェル　（ベスト8）
8. クリスチャン・ボッサス　（4回戦）

### 女子シングルス
1. ドロシー・ラウンド　（ベスト8）
2. ヒルデ・スパーリング　（ベスト4）
3. ヘレン・ジェイコブス　（準優勝）
4. ヘレン・ウィルス・ムーディ　（優勝、2年ぶり7度目）
5. シモーヌ・マチュー　（ベスト8）
6. ケイ・スタマーズ　（ベスト8）
7. マーガレット・スクリブン　（3回戦）
8. ジョーン・ハーティガン　（ベスト4）

### 男子ダブルス
1. ウィルマー・アリソン＆ ジョン・バン・リン
2. ジャック・クロフォード＆ エイドリアン・クイスト
3. ジャン・ボロトラ＆ ジャック・ブルニョン
4. ドン・バッジ＆ ジーン・マコ

### 女子ダブルス
1. ドロシー・アンドルース＆ シルビ・アンロタン
2. シモーヌ・マチュー＆ ヒルデ・スパーリング
3. ケイ・スタマーズ＆ フレダ・ジェームズ
4. ビリー・ヨーク＆ エルシー・ピットマン

### 混合ダブルス
1. ゴットフリート・フォン・クラム＆ ヒルデ・スパーリング
2. アンドレ・マルタン＝レゲイ＆ シルビ・アンロタン
3. フレッド・ペリー＆ ドロシー・ラウンド
4. ウィルマー・アリソン＆ ヘレン・ジェイコブス

## 大会経過

### 男子シングルス
準々決勝
- フレッド・ペリー vs.  ロデリク・メンツェル　9-7, 6-1, 6-1
- ジャック・クロフォード vs.  シドニー・ウッド　6-4, 6-3, 6-8, 5-7, 6-1
- ドン・バッジ vs.  ヘンリー・オースチン　3-6, 10-8, 6-4, 7-5
- ゴットフリート・フォン・クラム vs.  ビビアン・マグラス　6-4, 6-2, 4-6, 6-1

準決勝
- フレッド・ペリー vs.  ジャック・クロフォード　6-2, 3-6, 6-4, 6-4
- ゴットフリート・フォン・クラム vs.  ドン・バッジ　4-6, 6-4, 6-3, 6-2

### 女子シングルス
準々決勝
- ジョーン・ハーティガン vs.  ドロシー・ラウンド　4-6, 6-4, 6-3
- ヘレン・ウィルス・ムーディ vs.  シモーヌ・マチュー　6-3, 6-0
- ヘレン・ジェイコブス vs.  ヤドヴィガ・イェンジェヨフスカ　6-1, 9-7
- ヒルデ・スパーリング vs.  ケイ・スタマーズ　7-5, 7-5

準決勝
- ヘレン・ウィルス・ムーディ vs.  ジョーン・ハーティガン　6-3, 6-3
- ヘレン・ジェイコブス vs.  ヒルデ・スパーリング　6-3, 6-0

## 決勝戦の結果
男子シングルス
- フレッド・ペリー vs.  ゴットフリート・フォン・クラム　6-2, 6-4, 6-4

女子シングルス
- ヘレン・ウィルス・ムーディ vs.  ヘレン・ジェイコブス　6-3, 3-6, 7-5

男子ダブルス
- ジャック・クロフォード＆ エイドリアン・クイスト vs.  ウィルマー・アリソン＆ ジョン・バン・リン　6-3, 5-7, 6-2, 5-7, 7-5

女子ダブルス
- ケイ・スタマーズ＆ フレダ・ジェームズ vs.  シモーヌ・マチュー＆ ヒルデ・スパーリング　6-1, 6-4

混合ダブルス
- フレッド・ペリー＆ ドロシー・ラウンド vs.  ハリー・ホップマン＆ ネル・ホール・ホップマン　7-5, 4-6, 6-2